# Medicine Shield
Das Medicine Shield ist eine Schutzwaffe der nordamerikanischen Indianer.

## Beschreibung
Das Medicine Shield besteht aus zwei Schichten übereinanderliegender Bisonhaut, die über einen Rahmen aus Holz gespannt ist. Die Haut wird über Feuer getrocknet und zwischen den Lederlagen mit Federn, Fell oder Papier gefüllt. Dieser Aufbau machte den Schild beständig gegen Pfeilbeschuss und sogar Kugeln früher Musketen. Der Rand des Schildes ist oft mit Flanell, Federn oder Teilen menschlicher Kopfhaut (Skalp) verziert. Die Bestandteile der Dekoration sind sorgfältig ausgewählt. Die Adlerfedern sollen dem Träger spirituelle Kräfte verleihen. Ebenso wurden diese Federn in das Haar und in Kopfbedeckungen, die zum Krieg dienten, eingearbeitet. Die Skalps zeigten, dass der Träger ein erfahrener Krieger war, der schon Feinde getötet hat. Bärenhaare am Schild ließen den Träger als guten Jäger erkennen. Ein Exemplar wurde gefunden, das aus herausgerissenen Seiten eines angloamerikanischen Buches über die Geschichte Roms gearbeitet war. Die Indianer glaubten, dass ihnen der Schild im Kampf spirituelle, schützende Kräfte verleiht, daher der Name. Die Schilde besaßen einen sehr hohen Wert und wurden oft bis zu einen Kilometer vom Zelt (Tipi) entfernt versteckt aufbewahrt. Jeder Krieger gestaltete seinen Schild nach eigenen Vorstellungen, die ihm in einer Vision eingegeben wurden, um so eine Verbindung zu seinen ihn unterstützenden tierischen Verbündeten (Geistwesen) aufzunehmen und spirituelle Kraft zu bekommen. Solche Schilde wurden von mehreren Stämmen Nordamerikas benutzt. Das Medicine Shield wird im Kampf eingesetzt.